# Pontins Autumn Open
Die Pontins Autumn Open waren ein Snookerturnier auf Amateurebene, das aber auch Profispieler im Teilnehmerfeld aufnahm. Es zählte zu den wichtigsten Amateurturnieren seiner Zeit, stand aber über weite Teile der Turniergeschichte im Schatten des Frühjahres-Pendants Pontins Spring Open. Beide Turniere wurden im Pontins Prestatyn Sands Holiday Park im nordwalisischen Prestatyn ausgetragen. Die Pontins Autumn Open wurden erstmals 1976 ausgetragen und fanden bis 2010 jährlich statt. Rekordsieger ist der Engländer Matthew Couch, der die Pontins Autumn Open als einziger Spieler zweimal gewann.

## Geschichte
Ab Anfang der 1970er-Jahre entwickelte sich das Pontins-Resort zu einem wichtigen Ort der Snooker-Welt. Mit verschiedenen Festivals wurden dort Rahmenveranstaltungen für verschiedene Snookerturniere organisiert. Das wichtigste dieser Events war das Frühjahr-Event, in dessen Rahmen ab 1974 das Pontins Professional und die Pontins Spring Open stattfanden. Ab 1976 fanden als drittes wichtiges Turnier in Prestatyn im Rahmen eines Herbst-Events die Pontins Autumn Open statt. Wie beim Frühjahresevent wurden einige Profispieler zum Turnier eingeladen und das Teilnehmerfeld mit Qualifikanten ergänzt. Dazu wurde ein Qualifikationsevent ausgetragen, bei denen jeder Amateur (und ggf. nicht eingeladene Profispieler) teilnehmen konnten. Die Profispieler mussten den Amateuren als Handicap einen Vorsprung an Punkten geben.
Von den Profispielern her konnten die Pontins Autumn Open allerdings lange Zeit nicht mit den Pontins Spring Open mithalten, bei denen im Gegensatz zum Herbst-Turnier regelmäßig Spieler der Weltspitze teilnahmen. Erst in den späteren Jahren flachte dieser Unterschied ab. Im Gegensatz zu den Pontins Spring Open wurde bei den Autumn Open etwas weniger mit dem Best-of-Modus experimentiert. Fast alle Turniersieger konnten nicht mehr als einen Titel gewinnen; lediglich dem Engländer Matthew Couch gelang dies. Er ist daher Rekordsieger. Das höchste bekannte Break spielte Tony Knowles mit einem 103er-Break. Mit den Pontins Autumn Professional gab es 1991 auch einen professionellen Ableger.

## Sieger
| Jahr                                 | Austragungsort                                 | Sieger                               | Ergebnis                             | Finalist                             | Sponsor                              |                                      |
| Pontins Autumn Open – Pro-Am-Turnier | Pontins Autumn Open – Pro-Am-Turnier           | Pontins Autumn Open – Pro-Am-Turnier | Pontins Autumn Open – Pro-Am-Turnier | Pontins Autumn Open – Pro-Am-Turnier | Pontins Autumn Open – Pro-Am-Turnier | Pontins Autumn Open – Pro-Am-Turnier |
| ------------------------------------ | ---------------------------------------------- | ------------------------------------ | ------------------------------------ | ------------------------------------ | ------------------------------------ | ------------------------------------ |
| 1976                                 | Prestatyn Pontins Prestatyn Sands Holiday Park | Cliff Wilson                         | 7:4                                  | Paul Medati                          | Pontins                              |                                      |
| 1977                                 | Prestatyn Pontins Prestatyn Sands Holiday Park | Billy Kelly                          | 7:5                                  | George Scott                         | Pontins                              |                                      |
| 1978                                 | Prestatyn Pontins Prestatyn Sands Holiday Park | Jimmy White                          | 7:6                                  | Sid Hood                             | Pontins                              |                                      |
| 1979                                 | Prestatyn Pontins Prestatyn Sands Holiday Park | Tony Knowles                         | 7:0                                  | Dave Martin                          | Pontins                              |                                      |
| 1980                                 | Prestatyn Pontins Prestatyn Sands Holiday Park | Paul Medati                          | 7:4                                  | Vic Harris                           | Pontins                              |                                      |
| 1981                                 | Prestatyn Pontins Prestatyn Sands Holiday Park | Bill Oliver                          | 7:5                                  | Ian Williamson                       | Pontins                              |                                      |
| 1982                                 | Prestatyn Pontins Prestatyn Sands Holiday Park | Steve Duggan                         | 7:3                                  | Kevin Lownds                         | Pontins                              |                                      |
| 1983                                 | Prestatyn Pontins Prestatyn Sands Holiday Park | Roger Bales                          | 7:0                                  | Gary Filtness                        | Pontins                              |                                      |
| 1984                                 | Prestatyn Pontins Prestatyn Sands Holiday Park | Barry West                           | 7:3                                  | Gary Heycock                         | Pontins                              |                                      |
| 1985                                 | Prestatyn Pontins Prestatyn Sands Holiday Park | Gary Bray                            | 7:5                                  | Mark Johnston-Allen                  | Pontins                              |                                      |
| 1986                                 | Prestatyn Pontins Prestatyn Sands Holiday Park | Tony Wilson                          | 5:4                                  | Craig Edwards                        | Pontins                              |                                      |
| 1987                                 | Prestatyn Pontins Prestatyn Sands Holiday Park | Nick Terry                           | 5:4                                  | Mark Johnston-Allen                  | Pontins                              |                                      |
| 1988                                 | Prestatyn Pontins Prestatyn Sands Holiday Park | Jason Ferguson                       | 5:2                                  | Jonathan Birch                       | Pontins                              |                                      |
| 1989                                 | Prestatyn Pontins Prestatyn Sands Holiday Park | Jonathan Birch                       | 5:4                                  | Drew Henry                           | Pontins                              |                                      |
| 1990                                 | Prestatyn Pontins Prestatyn Sands Holiday Park | Anthony Hamilton                     | 5:1                                  | Joe Swail                            | Pontins                              |                                      |
| 1991                                 | Prestatyn Pontins Prestatyn Sands Holiday Park | Ronnie O’Sullivan                    | 5:0                                  | Matthew Stevens                      | Pontins                              |                                      |
| 1992                                 | Prestatyn Pontins Prestatyn Sands Holiday Park | Nick Walker                          | 5:3                                  | Anthony Harris                       | Pontins                              |                                      |
| 1993                                 | Prestatyn Pontins Prestatyn Sands Holiday Park | Peter Lines                          | 5:1                                  | Andrew Hannah                        | Pontins                              |                                      |
| 1994                                 | Prestatyn Pontins Prestatyn Sands Holiday Park | John Read                            | 5:2                                  | Craig Edwards                        | Pontins                              |                                      |
| 1995                                 | Prestatyn Pontins Prestatyn Sands Holiday Park | Graeme Dott                          | 5:1                                  | Stephen Lee                          | Pontins                              |                                      |
| 1996                                 | Prestatyn Pontins Prestatyn Sands Holiday Park | Matthew Couch                        | 5:4                                  | Gary Ponting                         | Pontins                              |                                      |
| 1997                                 | Prestatyn Pontins Prestatyn Sands Holiday Park | James McGouran                       | 5:3                                  | Matthew Couch                        | Pontins                              |                                      |
| 1998                                 | Prestatyn Pontins Prestatyn Sands Holiday Park | Matthew Couch                        | 5:1                                  | Brian Salmon                         | Pontins                              |                                      |
| 1999                                 | Prestatyn Pontins Prestatyn Sands Holiday Park | Craig Butler                         | 5:4                                  | Matthew Farrant                      | Pontins                              |                                      |
| 2000                                 | Prestatyn Pontins Prestatyn Sands Holiday Park | Kuldesh Johal                        | 5:3                                  | Colin Morton                         | Pontins                              |                                      |
| 2001                                 | Prestatyn Pontins Prestatyn Sands Holiday Park | Sean O’Neill                         | 5:1                                  | Rodney Goggins                       | Pontins                              |                                      |
| 2002                                 | Prestatyn Pontins Prestatyn Sands Holiday Park | Tim English                          | 5:4                                  | Brendan O’Donoghue                   | Pontins                              |                                      |
| 2003                                 | Prestatyn Pontins Prestatyn Sands Holiday Park | Mark King                            | 5:4                                  | Craig Butler                         | Pontins                              |                                      |
| 2004                                 | Prestatyn Pontins Prestatyn Sands Holiday Park | Stuart Bingham                       | 4:2                                  | Mark Davis                           | Pontins                              |                                      |
| 2005                                 | Prestatyn Pontins Prestatyn Sands Holiday Park | Joe Swail                            | 5:3                                  | Dave Harold                          | Pontins                              |                                      |
| 2006                                 | Prestatyn Pontins Prestatyn Sands Holiday Park | Ryan Day                             | 5:2                                  | Jamie Cope                           | Pontins                              |                                      |
| 2007                                 | Prestatyn Pontins Prestatyn Sands Holiday Park | Jamie Cope                           | 5:0                                  | Lee Page                             | Pontins                              |                                      |
| 2008                                 | Prestatyn Pontins Prestatyn Sands Holiday Park | Craig Steadman                       | 5:0                                  | Leo Fernandez                        | Pontins                              |                                      |
| 2009                                 | Prestatyn Pontins Prestatyn Sands Holiday Park | Michael Georgiou                     | 5:2                                  | David Donovan                        | Pontins                              |                                      |
| 2010                                 | Prestatyn Pontins Prestatyn Sands Holiday Park | Rob James                            | unbekannt                            | unbekannt                            | Pontins                              |                                      |